# Stephen Pearl Andrews
Pour les articles homonymes, voir Andrews.
Stephen Pearl Andrews (né à Templeton (Massachusetts) le 22 mars 1812 et mort le 21 mai 1886) est un anarchiste individualiste américain, auteur de nombreux livres et articles libertaires.

## Œuvres
- Cost the Limit of Price (1851)
- The Constitution of Government in the Sovereignty of the Individual (1851) [lire en ligne]
- The Science of Society (1851)
- The Sovereignty of the Individual (1853)
- Principles of Nature, Original Physiocracy, the New Order of Government (1857)
- The Pantarchy (1871)
- The Basic Outline of Universology (1872)
- The Labor Dollar (1881)
- Elements of Universology (1881)
- The New Civilization (1885)

## Audiovisuel
- Joel Sucher, Steven Fischler, Anarchism in America, The National Endowment for the Humanities, Pacific Street Film Projects, 1981, voir en ligne.